# Paul Wesley
Pour les articles homonymes, voir Wesley.
Paul Wesley est un acteur, réalisateur, producteur et homme d'affaires polono-américain, né le 23 juillet 1982, à New Brunswick, dans le New Jersey.  
Après de nombreux rôles réguliers dans diverses séries télévisées (Haine et Passion, Wolf Lake, Everwood, Mes plus belles années...), il se fait remarquer pour avoir incarné Aaron Corbett dans la mini-série Fallen (2006-2007).
Mais c'est surtout grâce au rôle de Stefan Salvatore dans la série télévisée fantastique Vampire Diaries (2009-2017), qu'il se fait connaître du grand public. Il profite alors de la pérennité du show pour faire ses débuts en tant que réalisateur. Et après avoir dirigé cinq épisodes de sa série, il travaille également sur les séries Shadowhunters (2017), Roswell, New Mexico (2019) et Legacies (2019).
De 2018 à 2020, il est l'un des premiers rôles de la série horrifique Tell Me a Story.

## Biographie

### Jeunesse et formation
Paul Wesley est né à New Brunswick et a grandi à Marlboro Township dans le New Jersey avec ses parents tous deux polonais, Agnieszka et Tomasz Wasilewski, ainsi que ses trois sœurs : Monika (née le 29 mars 1980) qui est avocate, Julia (née le 18 décembre 1995) et Leah (née le 22 avril 1998). Il parle couramment le polonais car jusqu'à l'âge de 16 ans, il allait en Pologne pendant quatre mois chaque année. 
Il a quatre neveux et nièces du côté de sa sœur Monika : Henry (né le 26 décembre 2008), Maya (née le 12 juin 2010), Max (né le 6 mai 2013), et Lilly (née le 1er février 2015). 
Paul Wesley est allé au Christian Brothers Academy à Lincroft au New Jersey puis au Marlboro High School.
Durant son année junior à l'école secondaire, il a eu le rôle de Max Nickerson dans Haine et Passion. Il a donc été envoyé dans un autre lycée, le Lakewood Prep School, à Howell Township dans le New Jersey parce que ce lycée était en mesure d'être en accord avec ses horaires d'acteur.
En 2000, il est diplômé et va à l'université Rutgers mais au bout d'un semestre il décide de quitter l'université avec l'accord de ses parents pour lancer sa carrière d'acteur.

### Carrière

#### Débuts télévisuels

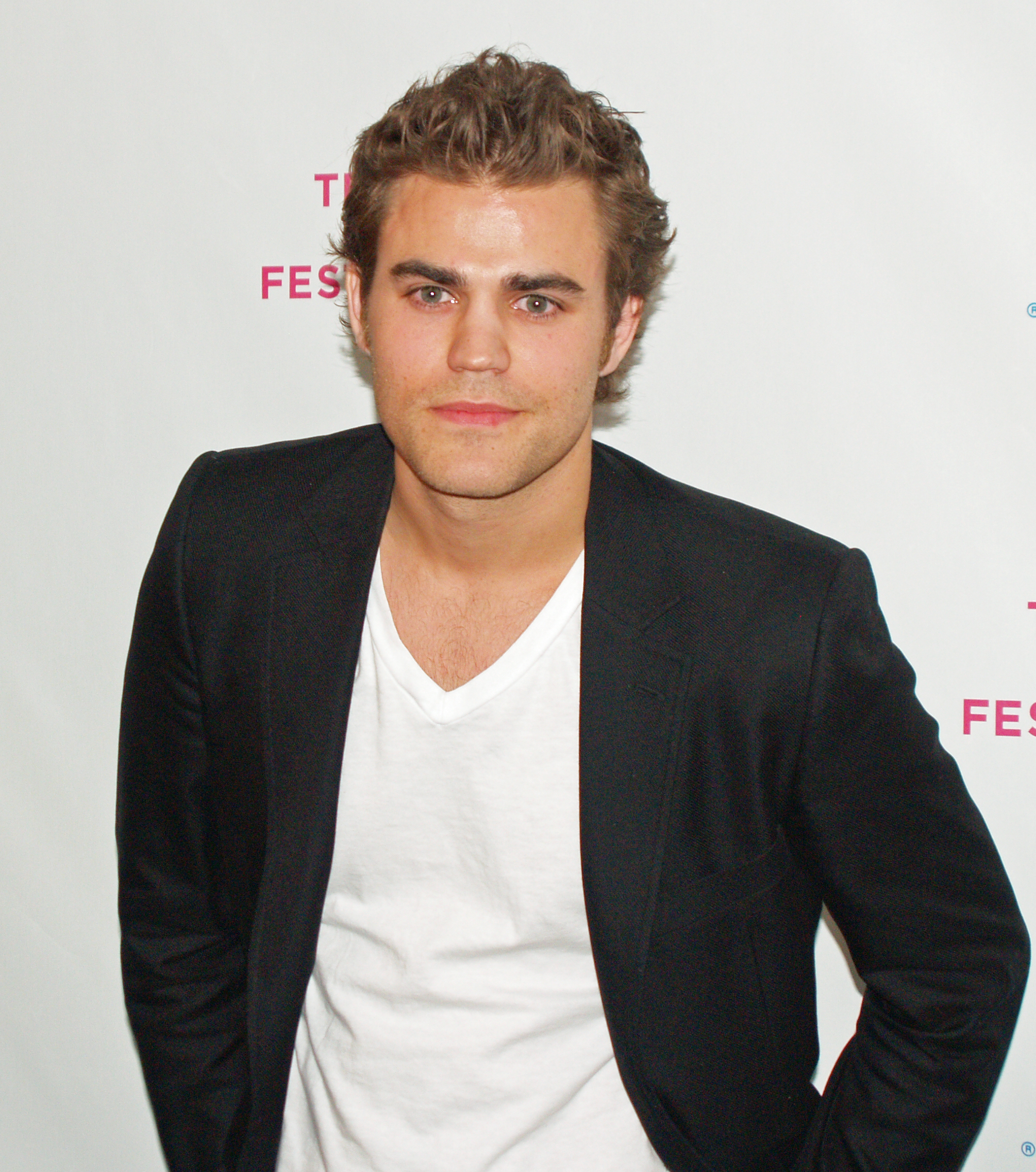
Lors de l'avant première du film d'horreur Killer Movie, au Festival du film de Tribeca 2008.

En 2001, Paul Wesley incarne le rôle de Luke Cates, un loup-garou, dans la série Wolf Lake qui fut annulée au bout de 9 épisodes.
Entre 2002 et 2005, il joue un rôle récurrent pour une dizaine d'épisodes de la série Mes plus belles années. Parallèlement, il fait ses armes à la télévision et enchaîne les apparitions : En 2003, Paul Wesley tient le rôle de Lucas Luthor, le demi-frère de Lex Luthor dans un épisode de Smallville. Cette même année, il joue dans deux épisodes de la sitcom Touche pas à mes filles, puis il joue dans neuf épisodes de la série Everwood.
En 2005, avec l'accord de sa famille, Paul Wesley décide de changer son nom « Wasilewski » en « Wesley » car il était trop dur à prononcer. Cette même année, il joue au cinéma dans la comédie dramatique La Fièvre du roller aux côtés de Lil Bow Wow et Nick Cannon.
Entre 2006 et 2007, il porte la mini-série fantastique Fallen et apparaît dans Cane et Shark. Entre 2008 et 2010, il décroche deux rôles récurrents : D'abord pour la série dramatique American Wives, puis la série d'action 24 heures chrono.
Dans le même temps, il joue aux côtés de Amber Tamblyn pour le drame indépendant The Russell Girl ainsi que dans le film d'horreur, Killer Movie aux côtés de Kaley Cuoco et Torrey Devitto. Il fait aussi les seconds rôles pour le drame Le Guerrier pacifique avec Scott Mechlowicz et Amy Smart et porte des séries B comme Elsewhere avec Anna Kendrick.

#### Vampire Diarieset révélation

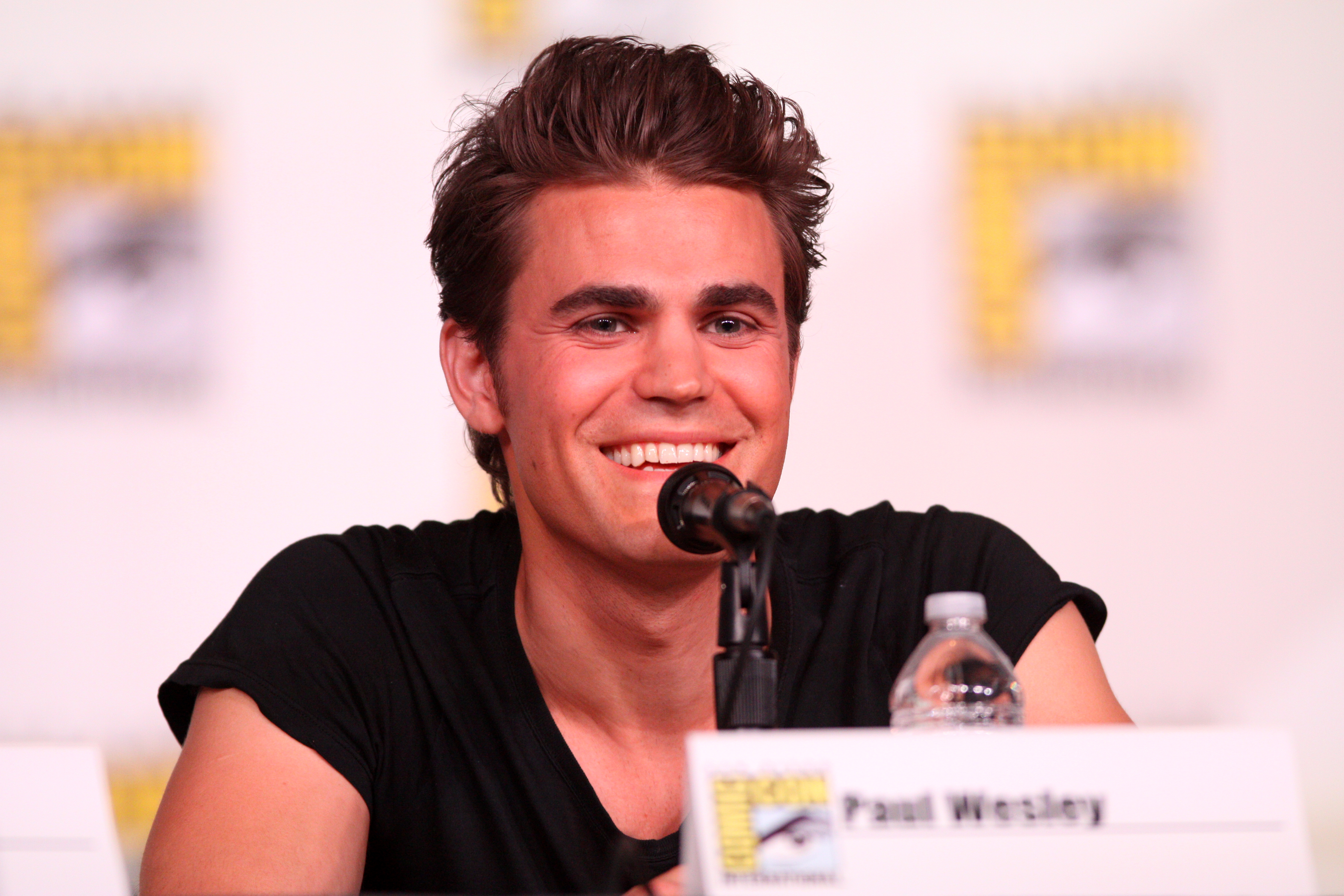
Paul Wesley au Comic-Con le 14 juillet 2012.

En 2009, Paul Wesley décroche le rôle principal de Stefan Salvatore dans la série fantastique-dramatique Vampire Diaries, diffusée sur la chaîne américaine The CW du 10 septembre 2009 au 10 mars 2017.
Il avait initialement auditionné pour le rôle de Damon Salvatore mais la production a préféré le voir dans la peau de Stefan et a donc attribué le rôle à Ian Somerhalder. L'actrice Nina Dobrev complète le trio vedette de cette série librement adaptée de la série littéraire Journal d'un vampire de L. J. Smith.
Le show est diffusé sur la chaîne américaine The CW et rencontre un franc succès auprès du public et atteint des records d'audiences pour la chaîne. Son interprétation lui permet de remporter deux Teen Choice Awards et un Young Hollywood Awards.
Parallèlement au tournage de Vampire Diaries, l'acteur tourne peu. Il tente quelques incursions au cinéma, mais celles ci passent inaperçues.
En 2010, il est l'une des vedettes du téléfilm Le Cœur de l'océan. Deux ans plus tard, il rejoint le casting de la comédie d'action The Baytown Outlaws : Les Hors-la-loi aux côtés d'Eva Longoria. La même année, il est choisi pour le rôle de Paris dans le remake de Roméo et Juliette aux côtés d'Ed Westwick et Hailee Steinfeld, mais il décline finalement l'offre.
En 2014, il fait ses débuts en tant que réalisateur et réalise son premier épisode de Vampire Diaries : l'épisode 18 de la saison 5, et renouvelle l'expérience pour quatre autres. Enfin, il produit et joue un rôle dans la comédie dramatique Before I Disappear réalisée par Shawn Christensen.
En 2015, il est cité pour le People's Choice Awards du meilleur acteur dans une série télévisée fantastique.

#### Réalisation et télévision
L'année suivante, il reçoit sa dernière proposition pour le Teen Choice Awards du meilleur acteur pour The Vampire Diaries. En effet, la série s'arrête en 2017, après huit saisons et plus de 171 épisodes.
La même année, il dirige un épisode d'une autre série fantastique, Shadowhunters ainsi que son premier court métrage, un drame intitulé Isabel.
En 2018, l'acteur rejoint le réseau de distribution CBS mais reste dans le registre fantastique pour la série Tell Me a Story crée par Kevin Williamson, dont il est l'une des stars aux côtés de James Wolk, Kim Cattrall, Dania Ramírez et Danielle Campbell. Cette production rencontre le succès et est renouvelée pour une seconde saison.

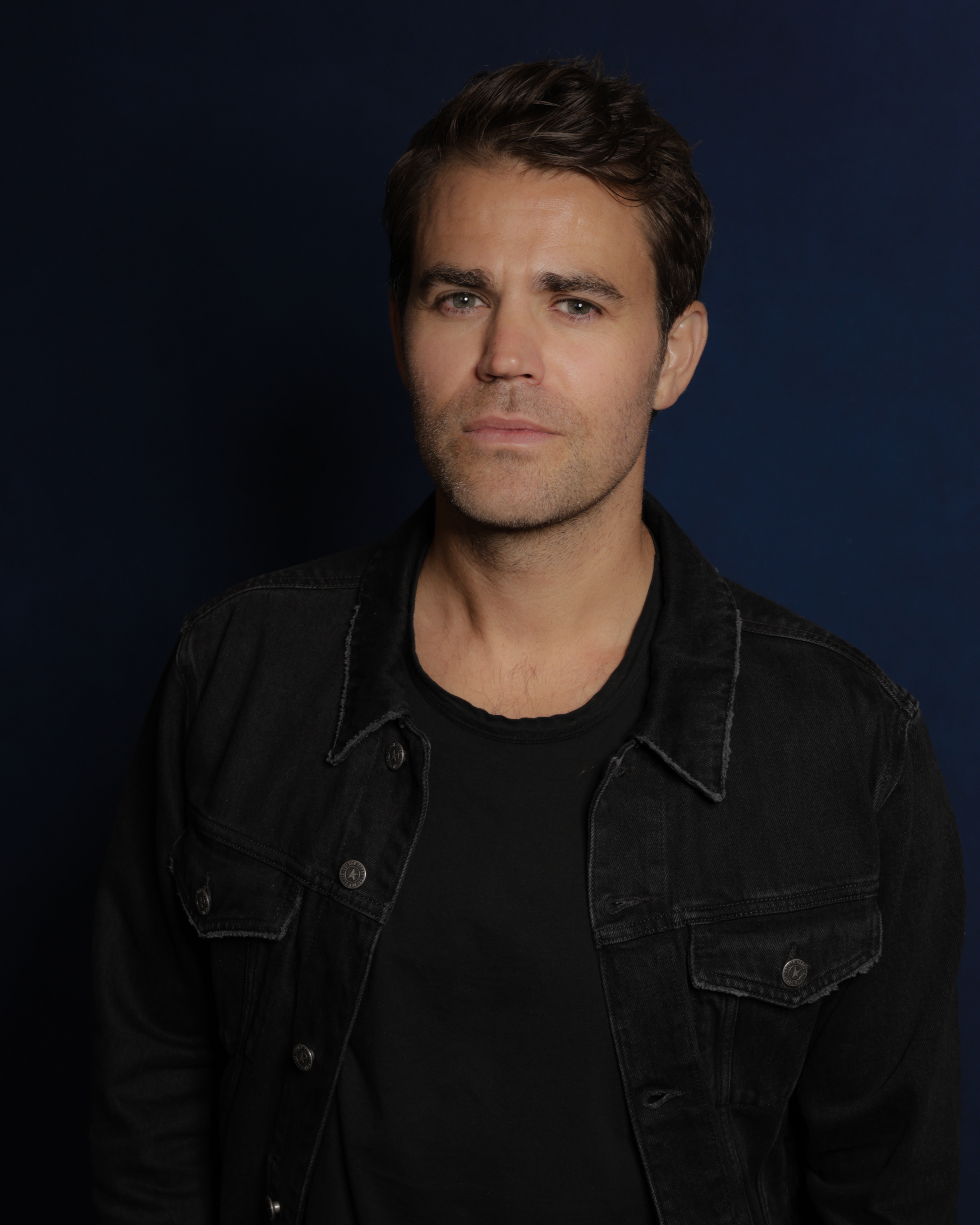
Paul Wesley en 2024.

En parallèle, il poursuit sa collaboration avec le réseau The CW Television Network et réalise le septième de la série télévisée Roswell, New Mexico ainsi que le treizième épisode de la série Legacies. Puis, il réalise un épisode de la saison 1 de Batwoman, autre série du réseau avec Ruby Rose en vedette.

### Vie privée

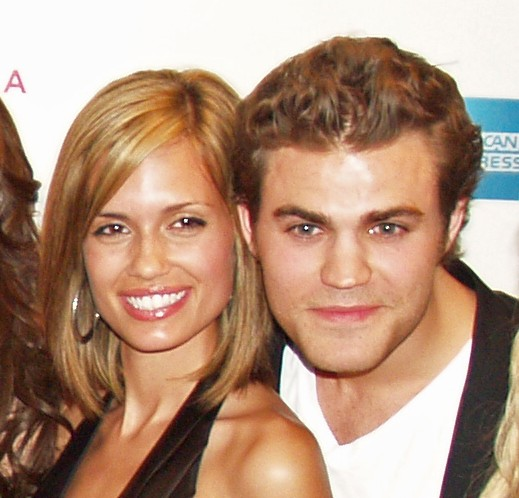
Paul Wesley et son ex-femme Torrey DeVitto à l'avant-première de Killer Movie en avril 2008.

En 2007, Paul Wesley devient le compagnon de l'actrice américaine Torrey DeVitto - rencontrée sur le tournage du film Killer Movie. Ils se marient le 17 avril 2011 à New York, mais annoncent leur séparation en juillet 2013. Leur divorce est prononcé le 23 décembre 2013. Il partage ensuite la vie de l'actrice australienne Phoebe Tonkin - rencontrée sur le tournage de Vampire Diaries en 2012, de l'été 2013 à l'automne 2017,.
En juin 2018, Paul Wesley officialise son couple avec Inès de Ramon, directrice d'une société de vente de détail en produits de luxe et joaillerie,. Ils se marient en secret en février 2019 mais, en septembre 2022, la presse annonce que le couple est séparé depuis plus de cinq mois. En février 2023, Paul Wesley demande officiellement le divorce, soit dix mois après leur séparation. Leur divorce est prononcé en mars 2024.
En novembre 2022, Paul Wesley officialise son couple avec la mannequin allemande Natalie Kuckenburg, de dix-huit ans sa cadette. Le couple annonce ses fiançailles le 19 juillet 2025.
Paul Wesley est vegan.

## Filmographie

### Cinéma

#### Longs métrages
- 2002 : Minority Report de Steven Spielberg : Nathan (non crédité)
- 2004 : The Last Run de Jonathan Segal : Seth
- 2005 : La Fièvre du roller de Malcolm D. Lee : Troy
- 2006 : Cloud 9 de Harry Basil : Jackson Fargo
- 2006 : Le Guerrier pacifique (Peaceful Warrior) de Victor Salva : Trevor
- 2006 : Lenexa, 1 Mile de Jason Wiles : Rick Lausier
- 2008 : Killer Movie de Jeff Fisher : Jake Tanner
- 2009 : Elsewhere de Nathan Hope : Billy
- 2012 : The Baytown Outlaws de Barry Battles : Anthony Reese
- 2014 : Before I Disappear de Shawn Christensen : Gideon
- 2014 : Amira And Sam de Sean Mullin : Charlie
- 2016 : Mothers and Daughters de Paul Duddridge et Nigel Levy : Kevin
- 2016 : The Late Bloomer de Kevin Pollak : Charlie
- 2024 : History of Evil[23] de Bo Mirhosseni : Ron Dyer

### Télévision

#### Téléfilms
- 2001 : Shot in the Heart de Agnieszka Holland : Gary (15-22 ans)
- 2002 : Young Arthur de Mikael Salomon : Lancelot
- 2005 : Fallen - Le néphilim de Mikael Salomon : Aaron Corbett
- 2008 : The Russell Girl de Jeff Bleckner : Evan Carroll
- 2010 : Le Cœur de l'océan de Michael D. Sellers : Craig Morrison
- 2022 : Les Origines du péché (Flower in the Attic : The Origins) de Robin Sheppard : John Amos

#### Séries télévisées
- 1999 : Another World : Sean McKinnon (1 épisode)
- 1999-2001 : Haine et Passion : Max Nickerson (6 épisodes)
- 2000 : New York, unité spéciale : Danny Burrell (saison 2, épisode 1)
- 2001-2002 : Wolf Lake : Luke Cates (10 épisodes)
- 2002 : New York, section criminelle : Luke Miller (saison 2, épisode 6)
- 2002-2005 : Mes plus belles années : Tomy DeFelice (11 épisodes)
- 2003-2004 : Touche pas à mes filles : Damien (2 épisodes)
- 2003 : Smallville : Lucas Luthor (1 épisode)
- 2003 : Newport Beach : Donnie (1 épisode)
- 2003-2004 : Everwood : Tommy Callahan (9 épisodes)
- 2004 : Les Experts : Miami : Jack Warner Bradford (1 épisode)
- 2005 : Les Experts : Manhattan : Steve Samprass (1 épisode)
- 2005 : New York, unité spéciale : Luke Breslin (saison 7, épisode 4)
- 2006 : Preuve à l'appui : Quentin Baker (1 épisode)
- 2006-2007 : Fallen (mini-série) : Aaron Corbett (3 épisodes)
- 2007 : Cane : Nick (3 épisodes)
- 2007 : Shark : Justin Bishop (1 épisode)
- 2008 : Cold Case : Affaires classées : Peter "Petey" Murphy (1 épisode)
- 2008-2009 : American Wives : Logan Atwater (5 épisodes)
- 2009-2010 : 24 heures chrono : Stephen Wesley (4 épisodes)
- 2009-2017 : Vampire Diaries : Stefan Salvatore / Silas / Tom Avery / Ambrose (rôle principal - 171 épisodes)
- 2016 : The Originals : Stefan Salvatore (saison 3, épisode 14)
- 2018 : Robot Chicken : Piccolo / Soldat / Kurt von Trapp (voix, 1 épisode)
- 2018 : Medal of Honor : Romesha (saison 1, épisode 2)
- 2018 - 2019 : Tell Me a Story : Eddie Longo (rôle principal - 17 épisodes)
- 2019 - 2020 : Tell Me a Story : Tucker Reed (rôle principal - 17 épisodes)
- 2023 - En cours : Star Trek: Strange New Worlds : James T. Kirk

### Producteur
- 2010 : Norman de Jonathan Segal (long métrage)
- 2014 : Before I Disappear de Shawn Christensen (long métrage)
- 2016-2017 : Vampire Diaries (série télévisée - saison 8, 16 épisodes)
- 2017 : Isabel (court métrage - également scénariste)
- 2018 : Ashmina de Dekel Berenson (court métrage)
- 2019 : Anna de Dekel Berenson (court métrage)

### Réalisateur
- 2014-2016 : Vampire Diaries (série télévisée - 5 épisodes)
- 2017 : Shadowhunters (série télévisée - saison 2, épisode 16)
- 2017 : Isabel (court métrage - également scénariste)
- 2019 : Roswell, New Mexico (série télévisée - saison 1,épisode 7)
- 2019 : Legacies (série télévisée - saison 1, épisode 13)
- 2020 : Batwoman (série télévisée - saison 1, épisode 17)

## Voix françaises
En France
| - Stéphane Pouplard, dans : - Vampire Diaries (série télévisée) - Le Cœur de l'océan (téléfilm) - The Baytown Outlaws - The Originals (série télévisée) - Les Origines du péché (mini-série) - Star Trek: Strange New Worlds (série télévisée) - Stéphane Ronchewski dans (les séries télévisées) : - New York, unité spéciale - New York, section criminelle - Fabrice Josso, dans (les séries télévisées) : - Wolf Lake - Cold Case : Affaires classées | Et aussi - Gwenhaël de Gouvello dans Mes plus belles années (série télévisée) - Alexis Tomassian dans Newport Beach (série télévisée) - Frédéric Popovic dans Everwood (série télévisée) - Paolo Domingo dans Preuve à l'appui (série télévisée) - Axel Kiener dans Fallen (mini-série) - Taric Mehani dans Cane : La Vendetta, (série télévisée) - Julien Chatelet dans Killer Movie - Fabrice Trojani dans American Wives (série télévisée) - Tony Marot dans 24 Heures chrono, (série télévisée) - Marc Arnaud dans Tell Me a Story, (série télévisée) |

## Distinctions

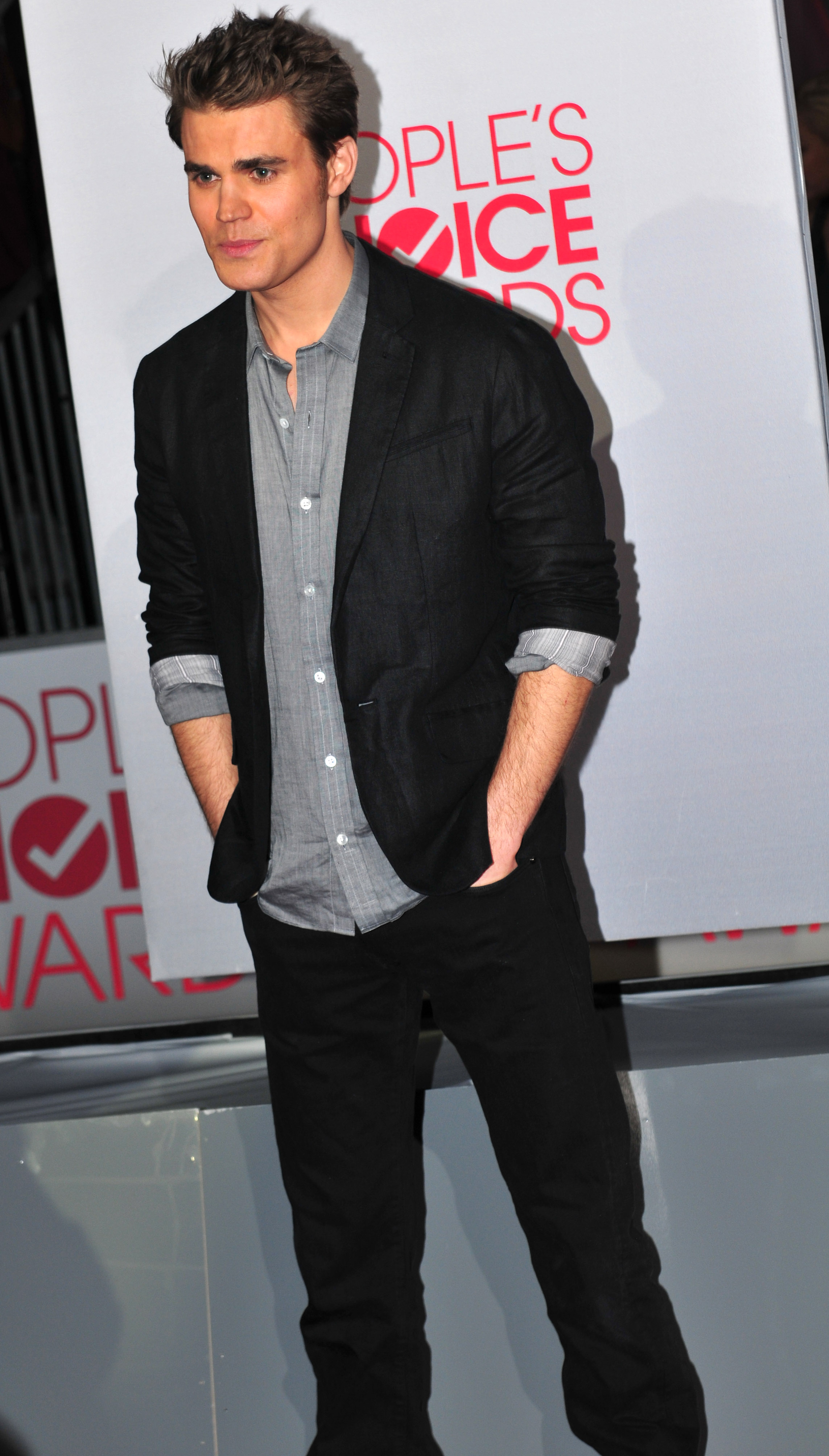
Lors de la 38e cérémonie des People's Choice Awards, en 2012.

Sauf indication contraire ou complémentaire, les informations mentionnées dans cette section proviennent de la base de données IMDb.

### Récompenses
- Teen Choice Awards 2010 :
  - révélation télévisuelle masculine de l'année pour The Vampire Diaries
  - meilleur acteur dans une série télévisée fantastique pour The Vampire Diaries
- Young Hollywood Awards 2014 : meilleure distribution dans une série télévisée pour The Vampire Diaries, prix partagé avec Nina Dobrev et Ian Somerhalder

### Nominations
- NewNowNext Awards 2010 : révélation masculine de l'année pour The Vampire Diaries
- YoungStar Awards 2000 : meilleure performance par un jeune acteur dans une série télévisée pour Haine et passion
- Teen Choice Awards 2011 : meilleur acteur dans une série télévisée fantastique pour The Vampire Diaries
- Teen Choice Awards 2012 : meilleur acteur dans une série télévisée fantastique pour The Vampire Diaries
- People's Choice Awards 2013 : meilleur acteur dans une série télévisée dramatique pour The Vampire Diaries
- Teen Choice Awards 2013 : meilleur acteur dans une série télévisée fantastique pour The Vampire Diaries
- Northeast Film Festival 2014 : meilleur acteur dans un second rôle pour Before I Disappear
- Teen Choice Awards 2014 :
  - meilleur acteur dans une série télévisée fantastique pour The Vampire Diaries
  - meilleur méchant à la télévision pour The Vampire Diaries
- People's Choice Awards 2015 : meilleur acteur dans une série télévisée fantastique pour The Vampire Diaries
- Teen Choice Awards 2015 :
  - meilleur acteur dans une série télévisée fantastique pour The Vampire Diaries
  - meilleur baiser à l'écran, nomination partagée avec Candice King pour The Vampire Diaries
- Teen Choice Awards 2016 : meilleur acteur dans une série télévisée fantastique pour The Vampire Diaries